# Herb Ełku
Herb Ełku – jeden z symboli miasta Ełk w postaci herbu.

## Wygląd i symbolika
Herb przedstawia na niebieskiej tarczy białego jelenia, którego kopyta, poroże oraz język są koloru czerwonego, skaczącego w heraldycznie lewą stronę, obok drzewostanu koloru złotego. W lewym górnym polu tarczy infuła koloru czerwonego na tle dwóch skrzyżowanych złotych pastorałów.
Pastorały nawiązują do siedziby biskupów Diecezji Ełckiej. Barwa niebieska symbolizuje czyste powietrze i jeziora. Herb widnieje również na fladze Ełku.

## Historia

Herb w latach 1967-1999

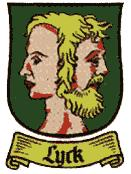
Herb przedwojenny

W 1669 roku, dziesięć lat po tragicznym w skutkach najeździe Tatarów na Ełk, książę Fryderyk Wilhelm nadając miastu powtórnie prawa miejskie wprowadził również obowiązek posługiwania się pieczęcią z wyobrażeniem Janusa, rzymskiego boga o dwóch twarzach. Nie są znane powody wprowadzenia nowego znaku być może miało to związek z imieniem ówczesnego burmistrza o tym imieniu, lub z próbą wkupienia się w łaski bożka, który wedle pogańskich wierzeń strzegł bezpieczeństwa bram i drzwi. Wyobrażenie Janusa funkcjonowało jako herb miasta przez okres trzech stuleci. Stary herb przedstawiający jelenia, który skacze zza drzew, z czasów króla Zygmunta Starego nie był już potrzebny, postanowiono go zatem sprzedać. Swój herb od Ełku zakupiło Szczytno.
W 1999 roku herb Ełku został zmieniony w związku z wizytą w mieście papieża Jana Pawła II. Zmianie uległa kolorystyka herbu, dodano też insygnia papieskie. W porównaniu z poprzednim herbem, całość została staranniej opracowana, pojawiło się więcej szczegółów, na przykład szczegóły anatomiczne jelenia. Usunięto zieloną murawę oraz pień ściętego drzewa. Drzewa zmieniły kolor z zielonego na żółty.

## Legenda
Działo się to dawno temu, kiedy Jaćwingowie zamieszkiwali Mazury. W miejscu, gdzie dzisiaj znajduje się Ełk, stała mała osada założona przez Jaćwingów. Był to lud spokojny, trudniący się uprawą roli, hodowlą zwierząt oraz myślistwem. W tej wiosce mieszkał chłopiec o imieniu Staś. Pewnego dnia wybrał się na grzyby do lasu. Wtem zauważył łanię z maleńkim jelonkiem. Ukryty za krzakiem uważnie przyglądał się im. Nagle strzała z łuku przeszyła szyję dorosłego zwierzęcia, które padło na ziemię. Zrozpaczony Staś podszedł bliżej. Leśną ciszę przerwały krzyki myśliwych dochodzące z głębi lasu. Wtem chłopiec usłyszał piskliwy głos małego jelenia. Staszek bez wahania wziął go na ręce i zaczął uciekać. Przez pewien czas potajemnie karmił i opiekował się nim. Gdy stwierdził, że jeleń jest już wystarczająco samodzielny, wypuścił go do lasu. Od tego momentu minęło parę lat. Beztroskie życie Jaćwingów przerwał najazd krzyżacki. Palili każdą napotkaną miejscowość i mordowali ludność. Wkrótce dotarli w okolice wsi Staszka. W osadzie wybuchła ogólna panika. Ludzie zostawiając dobytek, uciekali do lasu. Najeźdźcy ruszyli za nimi w pogoń. Dzięki koniom szybko znaleźli się na skraju lasu. Staszek, który nie zdążył uciec, skrył się w krzakach. Brodaty Krzyżak zauważył go i podjechał do niego. Wyjął miecz i uniósł go do góry. Wtem z lasu wybiegł olbrzymi jeleń. Stojąc na dwóch nogach ryknął tak straszliwie, że spłoszył konie najeźdźców, które pognały daleko. Wieś została uratowana. Wszyscy bardzo się cieszyli. Na pamiątkę tego wydarzenia, w 1513 roku Ełk otrzymał herb z wizerunkiem jelenia.